# Pontpoint
Pontpoint [pɔ̃pwɛ̃] ist eine französische Gemeinde mit 3279 Einwohnern (Stand: 1. Januar 2022) im Département Oise in der Region Hauts-de-France; sie gehört zum Arrondissement Senlis und zum Kanton Pont-Sainte-Maxence. Die Einwohner heißen Pontponniens.

## Geographie
Die Gemeinde Pontpoint liegt im Regionalen Naturpark Oise-Pays de France, 55 Kilometer nordöstlich von Paris in der Landschaft Valois am Ufer des Flusses Oise. Umgeben wird Pontpoint von den Nachbargemeinden Houdancourt im Norden, Longueil-Sainte-Marie im Nordosten, Rhuis und Roberval im Osten, Villeneuve-sur-Verberie im Südosten, Villers-Saint-Frambourg-Ognon im Süden sowie Pont-Sainte-Maxence im Westen. Am nordöstlichen Rand der Gemeinde führt die Autoroute A1 entlang.

## Bevölkerungsentwicklung
| Jahr                       | 1962 | 1968 | 1975 | 1982 | 1990 | 1999 | 2010 | 2021 |
| -------------------------- | ---- | ---- | ---- | ---- | ---- | ---- | ---- | ---- |
| Einwohner                  | 1403 | 1397 | 1763 | 2382 | 2724 | 2794 | 3136 | 3251 |
| Quellen: Cassini und INSEE |      |      |      |      |      |      |      |      |

## Sehenswürdigkeiten
- Abtei Saint-Jean-Baptiste du Moncel, 1309 von Philipp dem Schönen begründet, Monument historique seit 1920, Brunnen (seit 1933 Monument historique), Gutshof (seit 1988 Monument historique), Haus der Väter (Franziskanerherberge, seit 1920 Monument historique), Turm von Fécamp
- Kirche Saint-Gervais, romanischer Glockenturm aus dem 11. Jahrhundert, teilweise gotische Elemente aus dem 12. Jahrhundert, Monument historique seit 1902
- Kirche Saint-Pierre, weitgehend romanisch errichtet, nur noch als Ruine erhalten, Monument historique seit 2001
- Herrenhaus Saint-Symphorien, seit 1921 Monument historique
- Schloss Bois-Feuillette, 1903 im klassizistischen Stil errichtet
- Priorat Saint-Nicolas aus dem 17. Jahrhundert
- Alte Kapelle von Senneville-Rouffiac
- Waschhäuser
- Forêt d’Halatte, Waldgebiet mit der Erhebung des Mont Calipet (221 Meter)

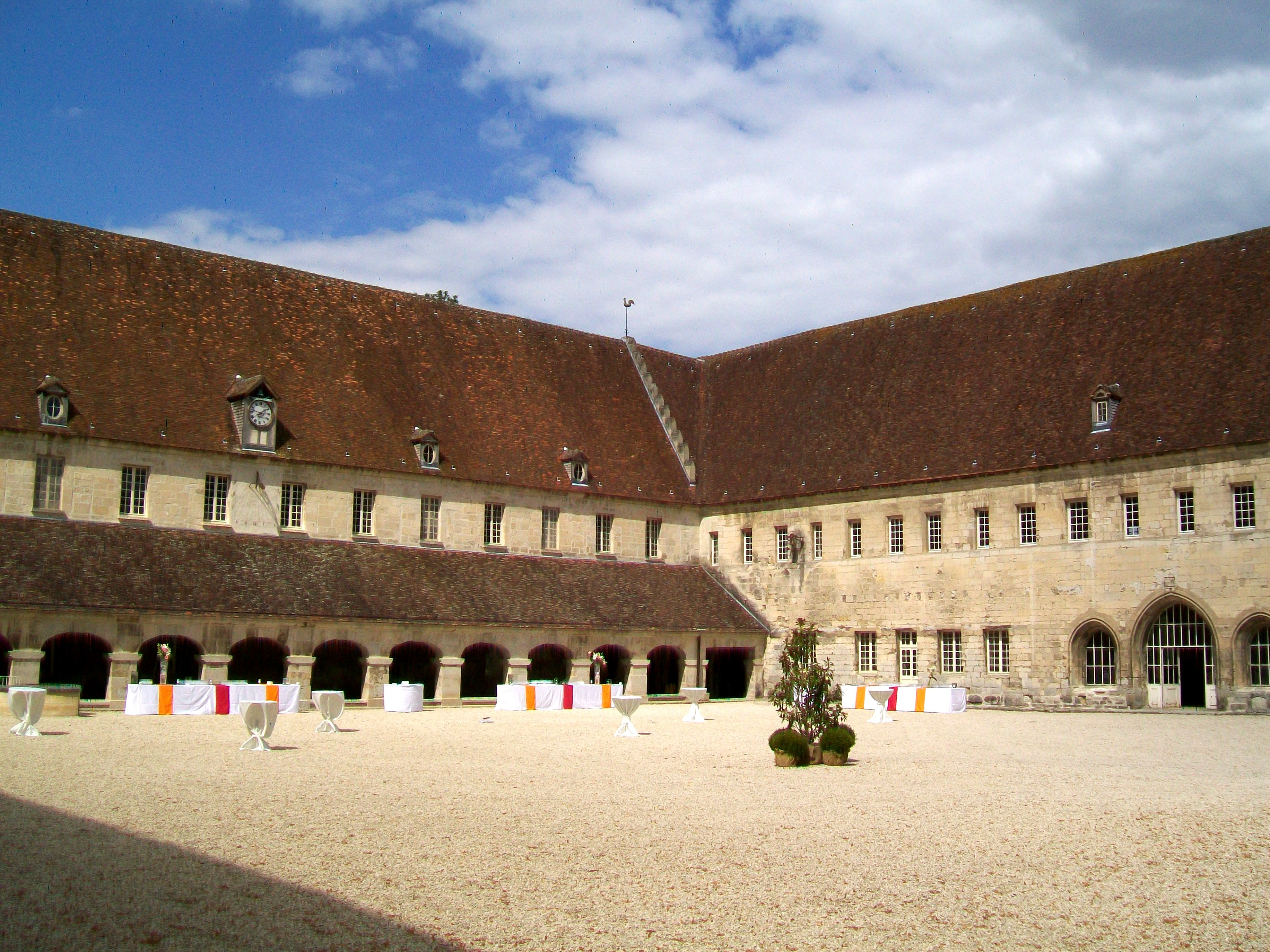
Abtei von Moncel
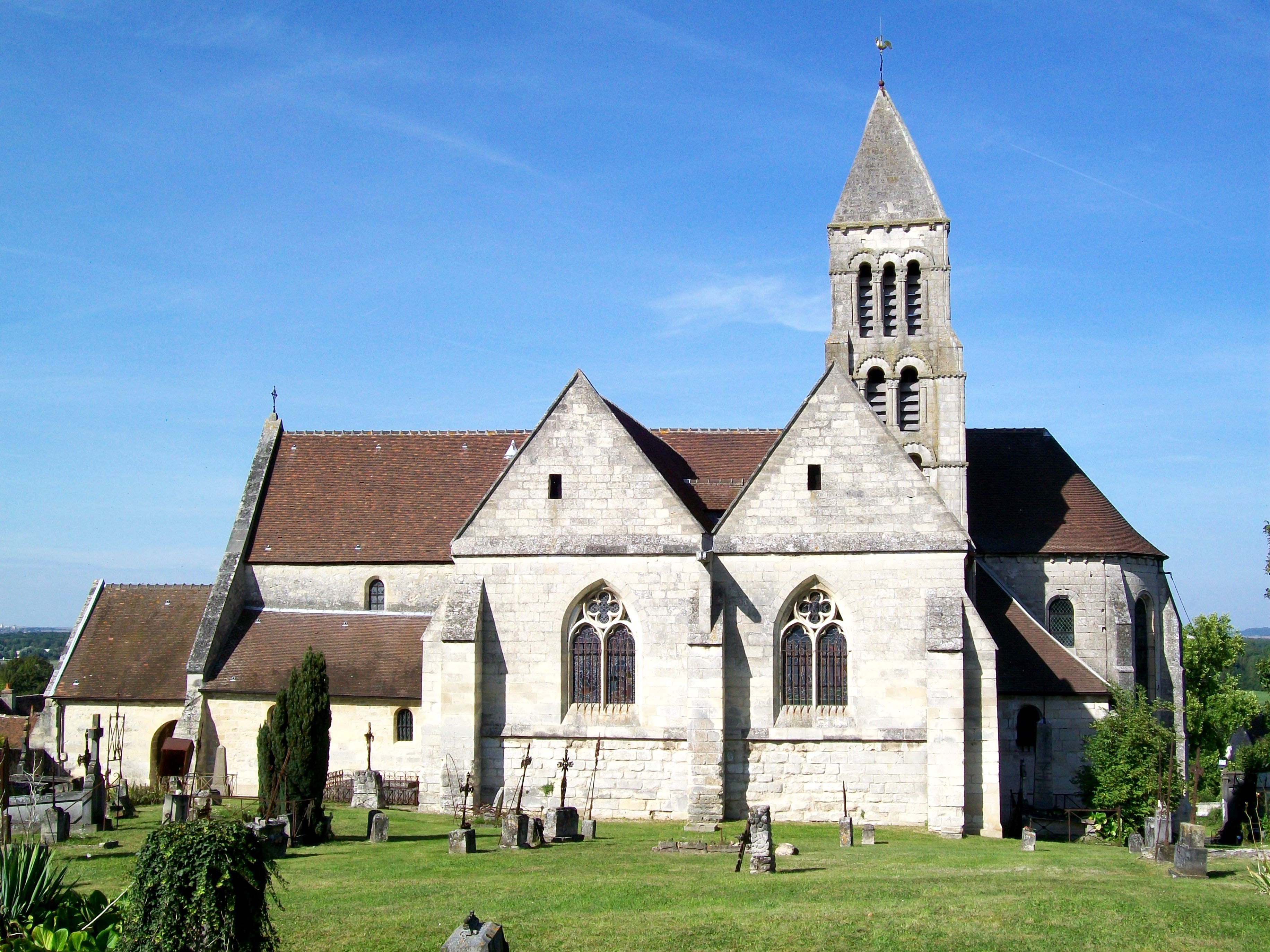
Kirche Saint-Gervais
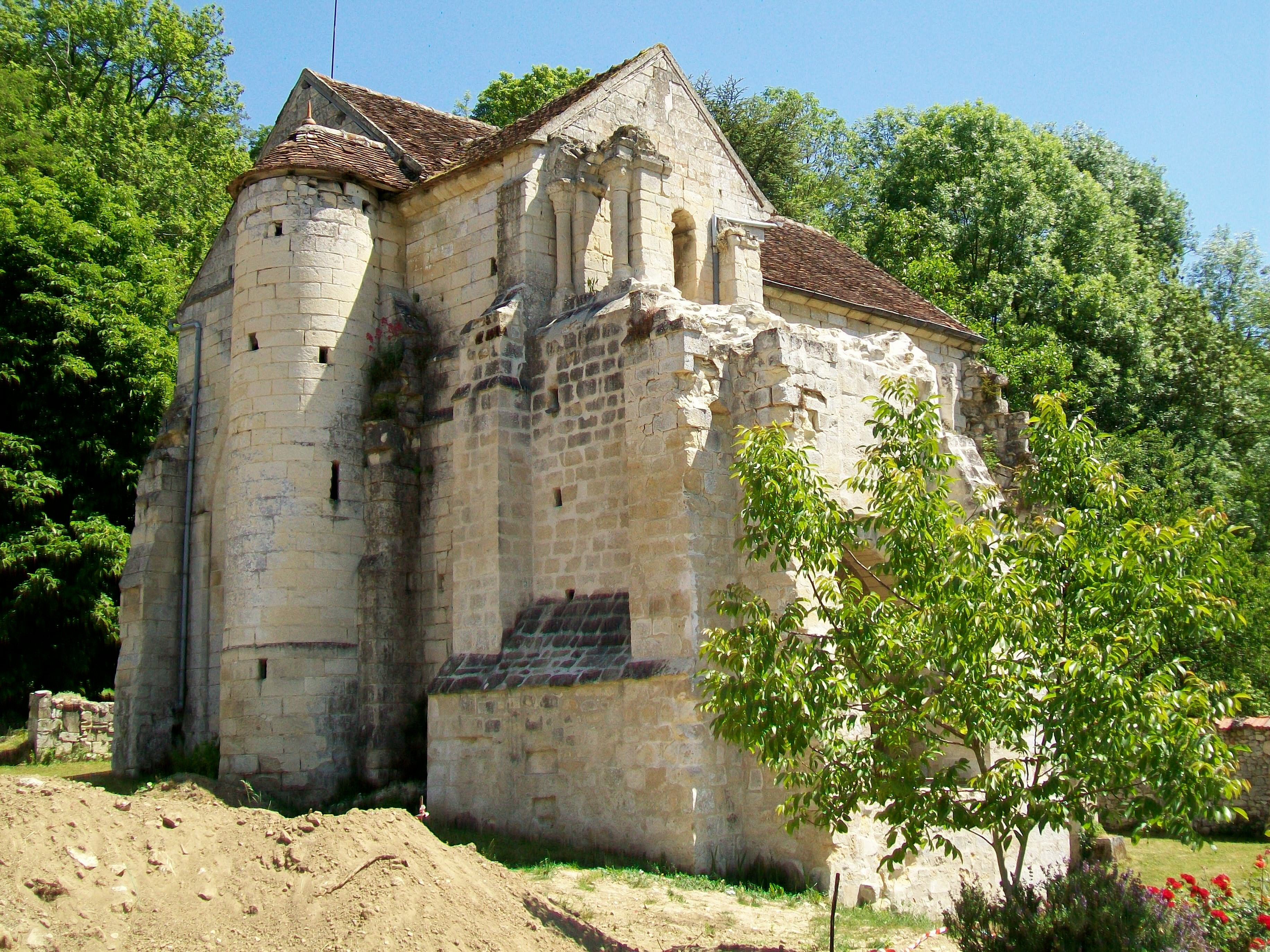
Kirche Saint-Pierre
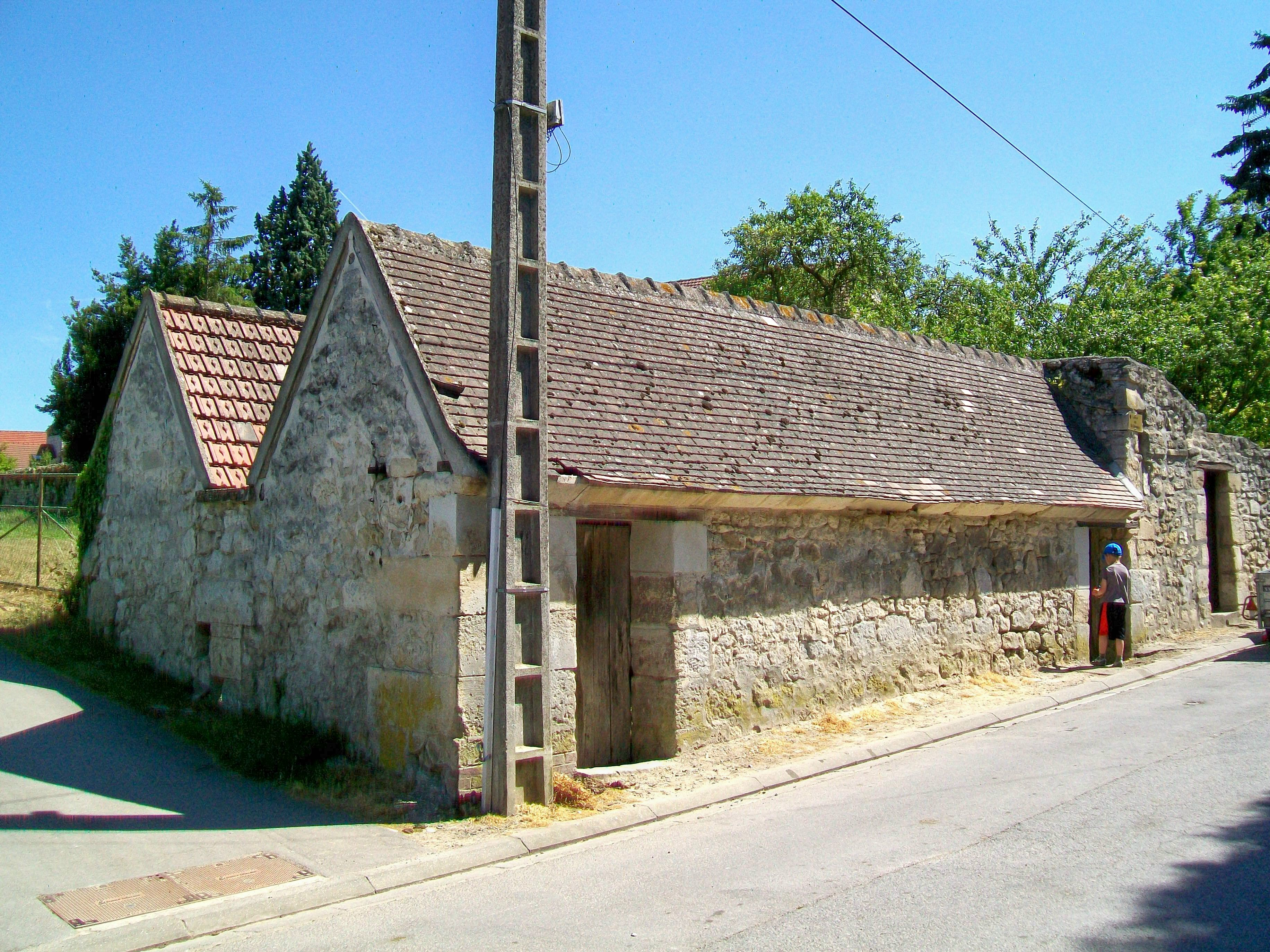
Waschhaus